# Sublet
Sublet (Realquiler) és una pel·lícula espanyola dirigida el 1992 per Chus Gutiérrez, autora també del guió, i que en constitueix la seva opera prima. Està basada en la seva pròpia experiència personal quan va estar vivint a Nova York entre 1983 i 1987. Segons Fotogramas la història gaudeix d'una fresca naturalitat però una mica dispersa. Fou exhibida en la secció "Opera prima" del Festival Internacional de Cinema de Sant Sebastià.

## Argument
Narra les peripècies i el desconcert d'una jove madrilenya, Laura, que decideix canviar de vida i s'estableix en la zona més degradada de Nova York, on haurà d'aprendre a moure's en una zona on abunda la violència amb escassetat de mitjans.

## Repartiment
- Icíar Bollaín - Laura
- Awilda Rivera - Gladys
- John Kelly - Eugene
- Norm Anderson - Louie
- Kevin Baggott - Peter
- Cesar Olmos	 - Carlos

## Palmarès cinematogràfic
Medalles del Cercle d'Escriptors Cinematogràfics de 1992
| Categoria       | Persona        | Resultat   |
| --------------- | -------------- | ---------- |
| Premi revelació | Chus Gutiérrez | Guanyadora |

VII Premis Goya
| Categoria              | Persona        | Resultat |
| ---------------------- | -------------- | -------- |
| Millor director novell | Chus Gutiérrez | Nominat  |